# لیمانا
لیمانا (به ایتالیایی: Limana) یک کومونه در ایتالیا است که در استان بلونو واقع شده‌است.

## خصوصیات
لیمانا ۳۹٫۲ کیلومترمربع مساحت و ۵٬۰۲۷ نفر جمعیت دارد و ۳۶۴ متر بالاتر از سطح دریا واقع شده‌است.

## خواهرخوانده
شهرهای Longuyon، Schmitshausen، والفردانژ و گرس ولی، کالیفرنیا خواهرخوانده‌های لیمانا هستند.

## نگارخانه

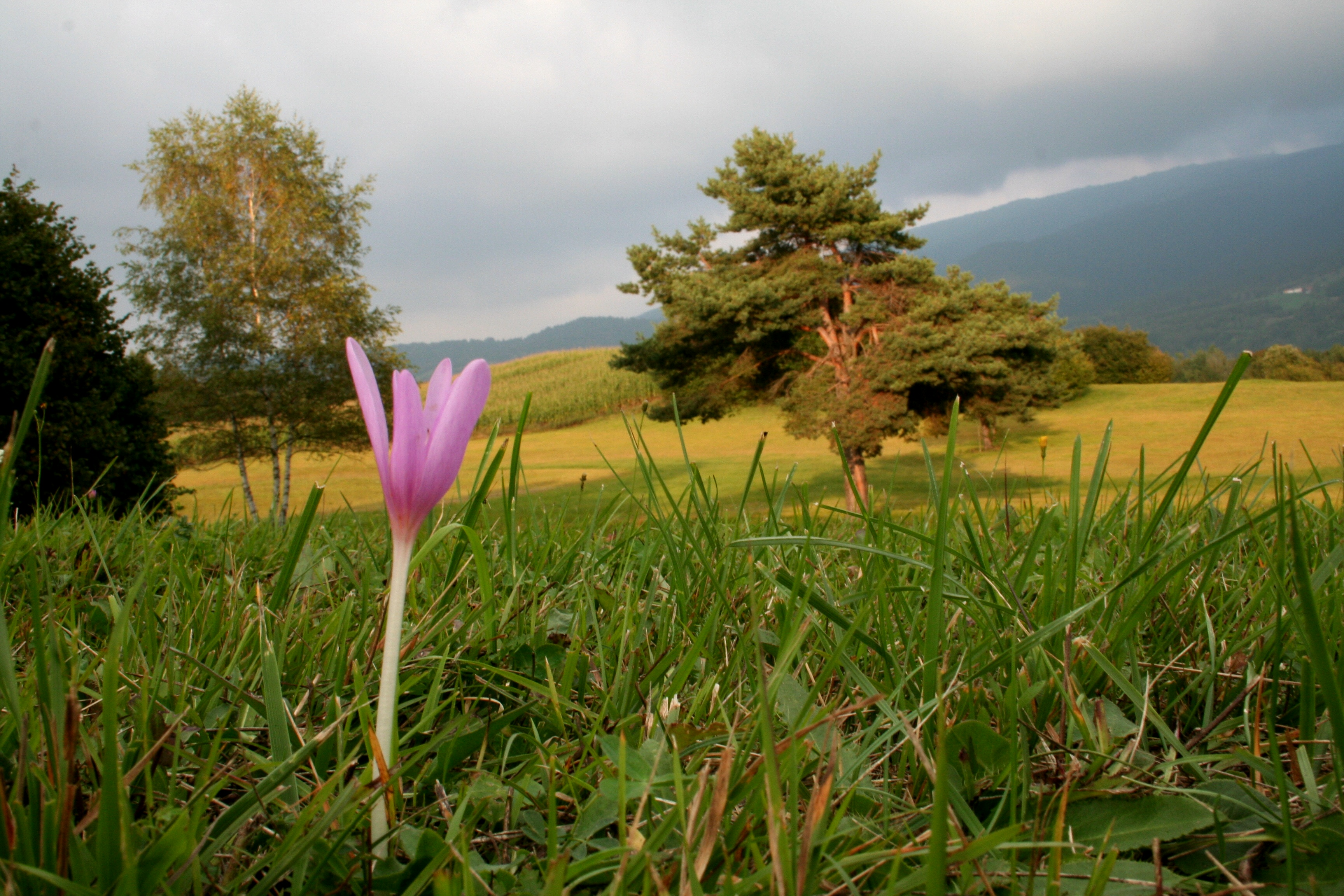
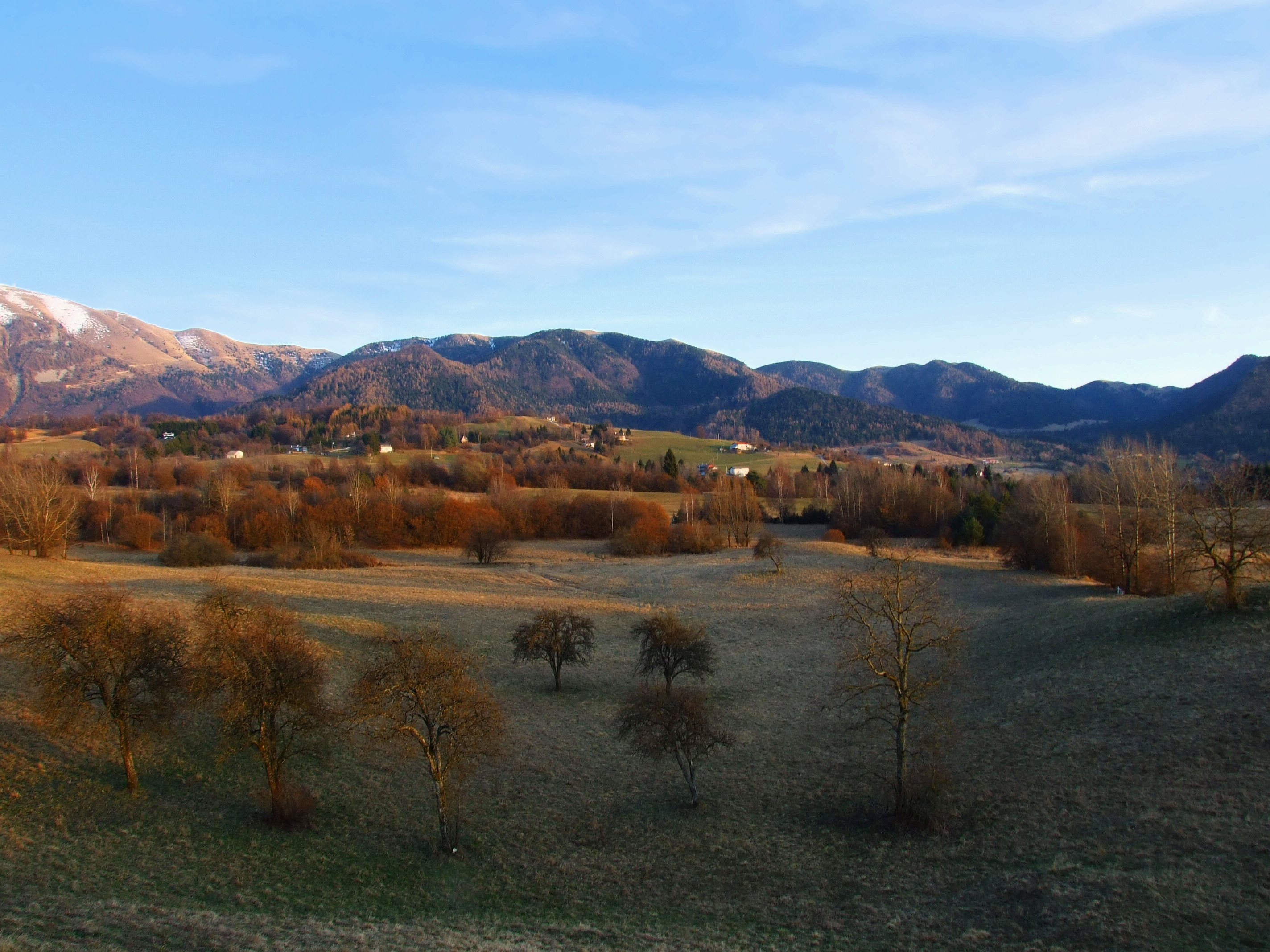